# Andrena rufitibialis
Andrena rufitibialis är en biart som beskrevs av Heinrich Friese 1899. Andrena rufitibialis ingår i släktet sandbin, och familjen grävbin. Inga underarter finns listade i Catalogue of Life.